# Narcissus pseudonarcissus
Нарсцис несправжній (Narcissus pseudonarcissus) — вид рослини родини амарилісові.

## Назва
В англійській мові має назву «пісна лілія» (англ. Lenten lily). В Уельсі квітка є національним символом і її називають "петрова цибуля".

## Будова
Має товсті лінійні листя до 20 см. Блідо-жовті квіти зазвичай одинарні, мають 6 однакових сегментів оцвітини та трубчастий віночок. З віком цибулини формують групи.

## Поширення та середовище існування
Зростає у Західній Європі в лісах. Наявність там нарцисів - свідчення стародавності лісу. У Великій Британії в Глостерширі є поле нарцисів розміром у 2,1 гектари, а також стежка протяжністю в 10 миль через місцевість зарослу цими рослинами.

## Практичне використання
Широко вирощують як декоративну рослину. Культурні види часто дичавіють так, що наразі важко з'ясувати популяцію справді диких нарцисів. Зазвичай неокультурнені особини мають менші квіти темнішого кольору і дещо закручені пелюстки.

## Галерея

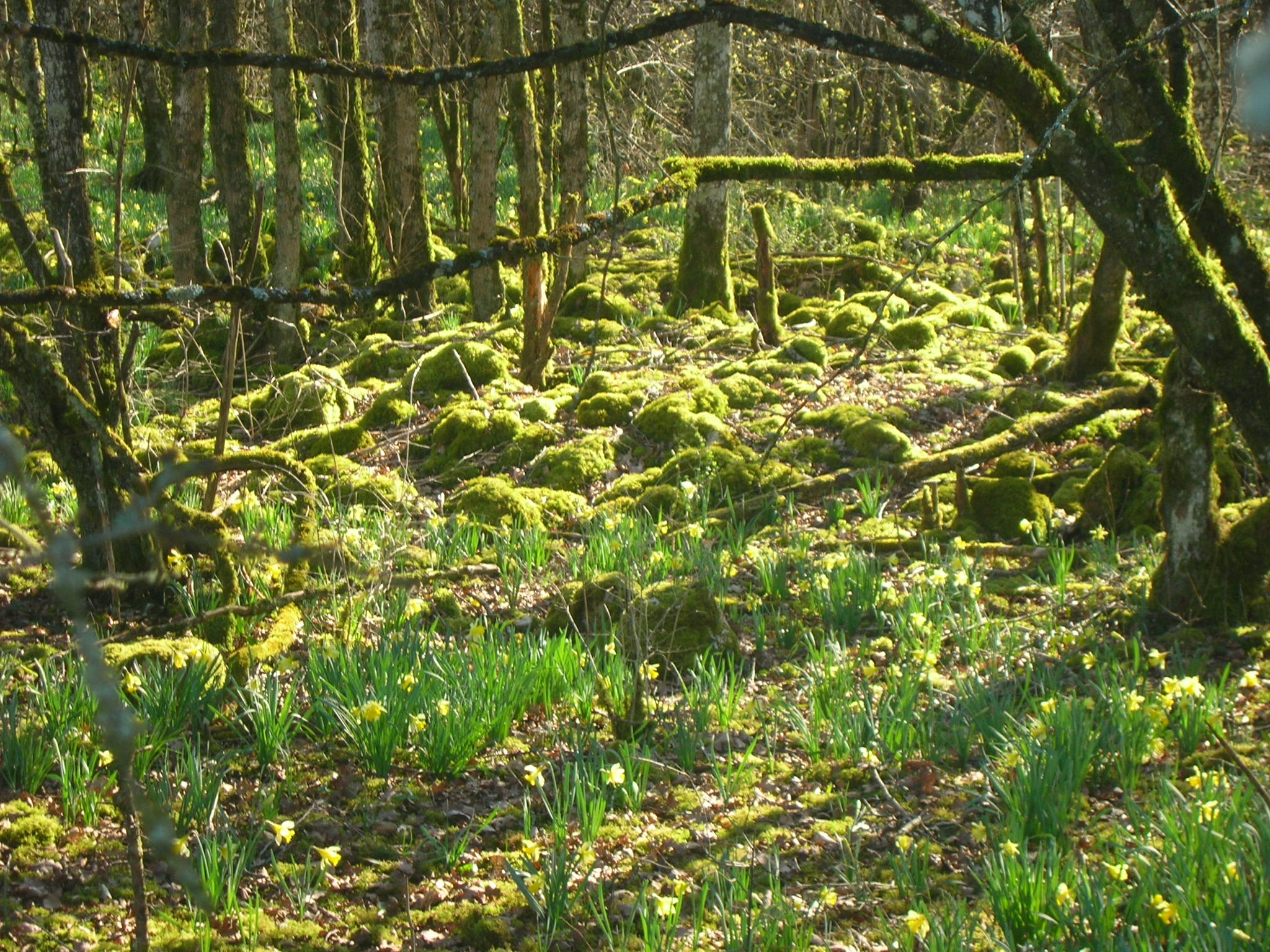
Нарцис у лісі
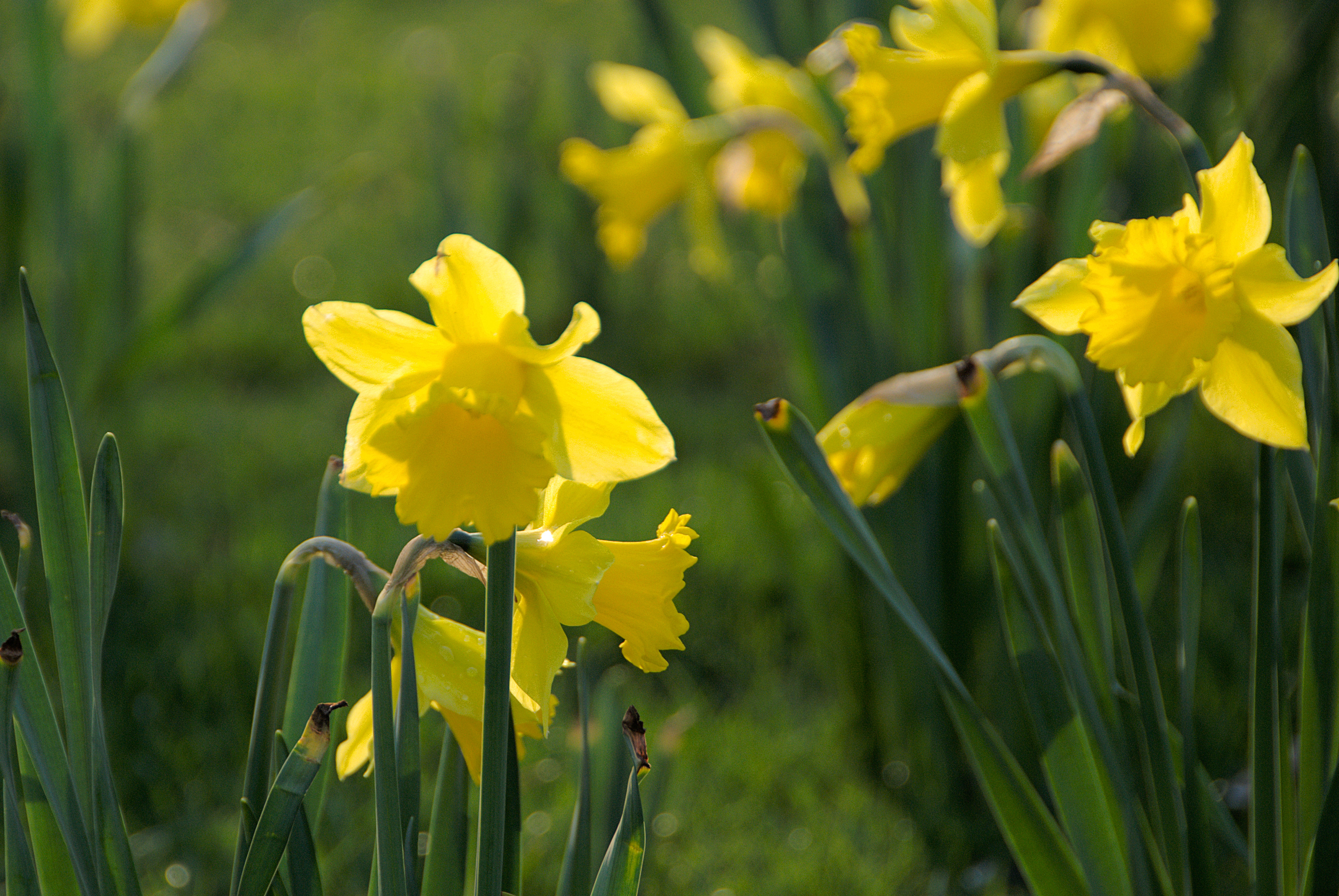
Квіти
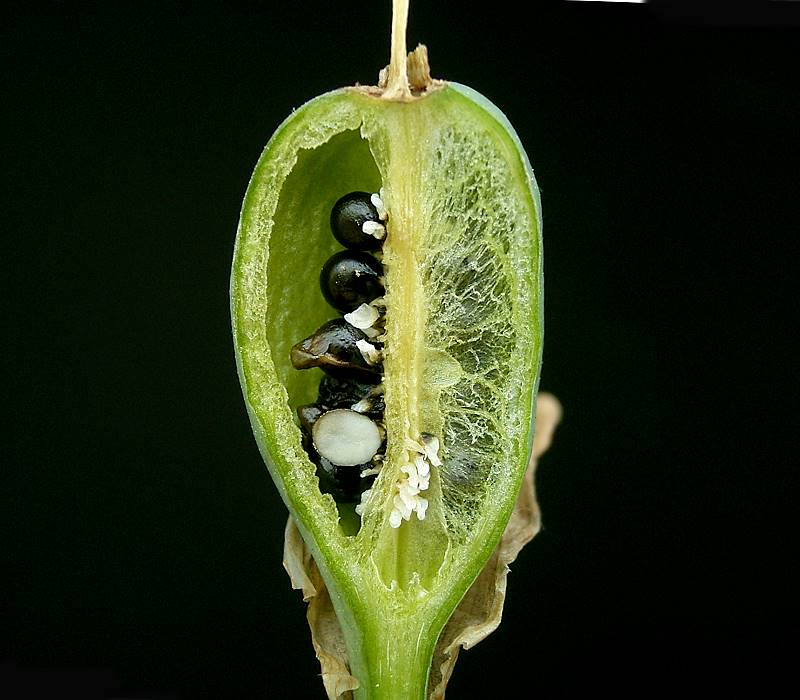
Плід